# Alice Viola Guysi
Pour les articles homonymes, voir Guysi.
Alice Viola Guysi, née le 15 mars 1863 à Cincinnati dans l'état de l'Ohio et morte le 23 mars 1940 à Birmingham dans l'état du Michigan aux États-Unis, est une peintre miniaturiste, paysagiste, portraitiste et de genre américaine. Elle a pour sœur la peintre Jeanette Guysi.

## Biographie
Alice Viola Guysi naît à Cincinnati dans l'état de l'Ohio en 1863. Après une instruction privée, elle étudie auprès du peintre William Sartain à l'académie américaine des beaux-arts de New York, avant de partir en France en compagnie de sa sœur Jeanette Guysi terminer sa formation à l'académie Colarossi de Paris. En 1891 et 1892, elle participe au Salon des artistes français et participe l'année suivante à l'exposition universelle de Chicago au sein du Woman's Building.
En 1896, elle s'installe à Détroit dans l'état du Michigan et travaille comme directrice artistique pour les écoles publiques de la ville jusqu'en 1934. Elle enseigne également la peinture au pastel et l'art de la peinture de miniature au Detroit Institute of Arts. Elle décède dans la ville voisine de Birmingham en 1940.
Ces œuvres sont notamment visibles ou conservées au Cincinnati Art Museum et au Detroit Historical Museum (en) de Détroit.